# Герб департаменту Нижній Рейн
Герб департаменту Нижній Рейн — герб департаменту на північному сході Франції, що має історичну назву Нижній Ельзас.

## Опис
Герб являє собою білий перев'яз прикрашений з обох сторін білим мереживом у червоному полі. Герб вперше зустрічається 1262 року на печатці графів Верді. Від початку перев'яз символізував елемент одягу шляхетного лицаря, до якого кріпилася зброя.

## Галерея

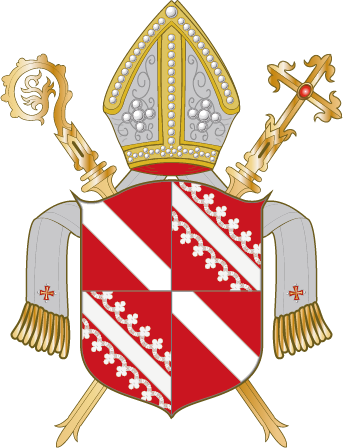
Герб Страсбурзького єпископства
Символ Нижнього Ельзасу на великому гербі «імперської провінції» (1891-1918)
Символ Нижнього Ельзасу на малому гербі «імперської провінції»
Символ Нижнього Ельзасу на об'єднаному гербі Ельзасу (1948-1990)
Символ Нижнього Ельзасу на об'єднаному гербі Ельзасу (від 1990)